# Arrabalde
Arrabalde – gmina w Hiszpanii, w prowincji Zamora, w Kastylii i León, o powierzchni 15,77 km². W 2011 roku gmina liczyła 278 mieszkańców.